# Hugo Alberto Torres Marín

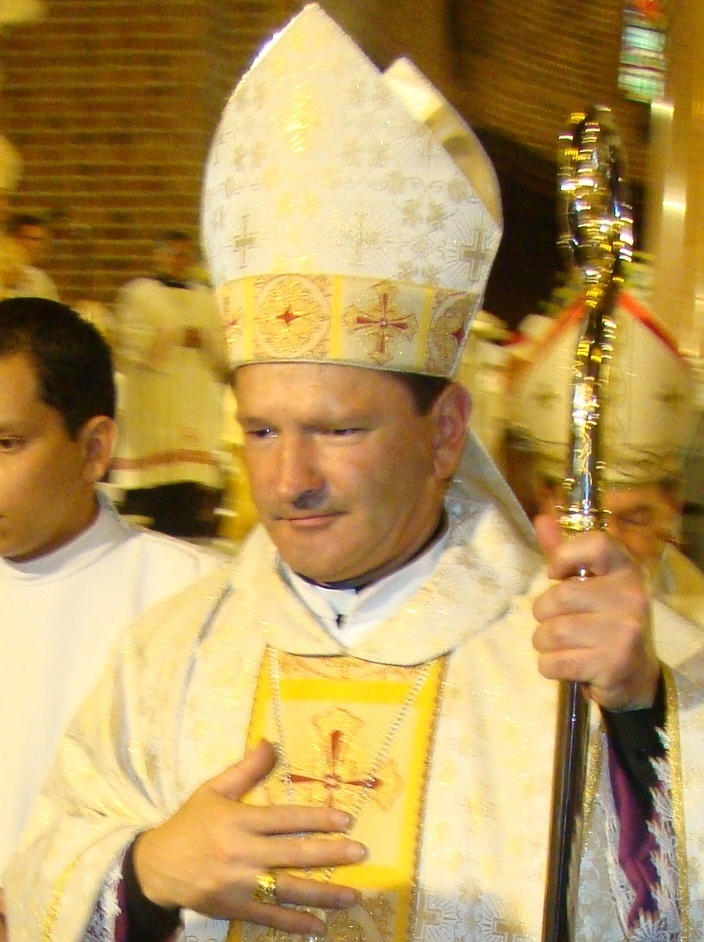
Hugo Alberto Torres Marín am Tag seiner Bischofsweihe

Wappen als Weihbischof

Hugo Alberto Torres Marín (* 9. August 1960 in Briceño, Antioquia, Kolumbien) ist ein kolumbianischer Geistlicher und römisch-katholischer Erzbischof von Santa Fe de Antioquia.

## Leben
Hugo Alberto Torres Marín empfing nach seiner theologischen Ausbildung im Priesterseminar Santo Tomás de Aquino in Santa Rosa de Osos am 24. November 1987 die Priesterweihe. Er erwarb ein Lizenziat in Dogmatik an der Päpstlichen Universität Gregoriana in Rom und spezialisierte sich später auf Philosophie und Religionspädagogik an der Università Cattolica dell’Oriente a Santa Rosa de Osos. Er war Pfarrvikar von Nuestra Señora del Rosario in Don Matías und Dozent am Priesterseminar in Santa Rosa de Osos sowie Direktor der Apostolischen Schule Monseñor Miguel Ángel Builes in Don Matías. Er war Vizerektor und akademischer Leiter sowie Rektor der Università Cattolica dell’Nord a Santa Rosa de Osos. Nach einem Engagement als Bischofsvikar für Seelsorge war er Pfarrer in Valdivia und Rektor des Priesterseminars in Santa Rosa de Osos.
Papst Benedikt XVI. ernannte ihn am 4. Mai 2011 zum Weihbischof in Medellín und Titularbischof von Bossa. Die Bischofsweihe spendete ihm der Erzbischof von Medellín, Ricardo Tobón, am 4. Juni desselben Jahres; Mitkonsekratoren waren José Alejandro Castaño Arbeláez OAR, Bischof von Cartago, und Jairo Jaramillo Monsalve, Erzbischof von Barranquilla. Als Wahlspruch wählte er Pro Hominibus Constituitur.
Am 29. September 2015 ernannte ihn Papst Franziskus zum Bischof von Apartadó. Am 25. Januar 2023 ernannte ihn Papst Franziskus zum Erzbischof von Santa Fe de Antioquia. Die Amtseinführung fand am 23. März desselben Jahres statt.